# Wilhelm Christian Raster
Wilhelm Christian Raster (Zerbst, 1776 – ...), fu il padre del politico ed editore statunitense Hermann Raster.

## Biografia
Ufficiale amministrativo del ducato di Anhalt-Dessau nella prima metà del XIX secolo, fu particolarmente legato da amicizia personale col duca Leopoldo IV di Anhalt. Raster sviluppò nel corso della sua vita una grande passione per le lingue straniere (parlandone fluentemente quattro personalmente) e divenne noto nell'ambiente intellettuale tedesco come il principale traduttore delle opere di Lord Byron in lingua tedesca dall'inglese originale. Fu amico col poeta Friedrich von Matthisson, il quale influenzò in parte anche suo figlio Hermann. Proprio Wilhelm Christian spinse suo figlio ancora giovanissimo ad interessarsi a studi linguistici e filologici presso le università di Lipsia e Berlino, sino a quando il giovane Raster non si impegnò in campo giornalistico e politico, venendo costretto ad emigrare negli Stati Uniti per aver preso parte alle rivoluzioni del 1848.